# Zbjegovača
Zbjegovača je naselje smješteno oko 9 km od grada Kutine pokraj rijeke Ilove podno Moslavačke gore. Ima oko 380 stanovnika. Dijeli se na tri ulice: Moslavačka, Školska i Tavani.
Moslavačka ulica je jedina smještena na glavnoj cesti dok su Školska ulica koja je najveća i Tavani smješteni u unutrašnjosti sela, Tavani su smješteni na brijegu (100 m). Preko Ilove (mosta) graniči s Banovom Jarugom, sa zapadne strane sa selom Ilova, a s krajem školske ulice s Gojlom. Rijeka Ilova pruža se uz cijelo selo (jedino ne kroz Tavane).
U Zbjegovači je rođen fra Bonifacije Pavletić.

## Povijest
O povijesti Zbjegovače prije rata s turcima malo se zna. Zapravo jedino se današnja kapela Sv. Duha na Gojlu spominje prije tog razdoblja i to godine 1334. i 1501. kao župska crkva Blažene Djevice Marije u naselju Goilo. Područje Zbjegovače je vjerojatno bilo sastavni dio tadašnjeg Goila. 
 Sam naziv Zbjegovača povezuje se sa zbjegom stanovništva pred najezdom turaka. Od godine 1538. Kutina i okolica poprište su žestokih turskih provala pa se stanovništvo do 1540. uglavnom razbježalo. Godine 1544. turci su prvi put osvojili utvrdu Kraljeva Velika, a drugi put 1552. godine, od kada područje sadašnje Moslavine potpada pod tursku vlast sve do 1687. godine kada su graničari ivanićke kapetanije protjerali turke do rijeke Ilove. 
 Pošto je područje Zbjegovače prije najezde turaka bilo dio feudalnog posjeda obitelji Erdody, oni su ostvarili pravo na povrat svojih feudalnih posjeda. Od 1690. počeli su naseljavati svoje podložnike ili kmetove iz sisačke Posavine. Pošto tada u Zbjegovači (kao i cijeloj Moslavini) nije bilo stanovništva, potomci tih posavaca se smatraju starosjediocima. 
 U razdoblju od 1700. do 1729. u Zbjegovaču su doselile sljedeće obitelji: Pemper, Belić (Belčić), Ludić, Grgurić, Rupčić 2 kuće, Ivanić, Marinčić, Ivančinić, Buneta 2 kuće, Dragošević, Prpić 2 kuće, Komić, Erendić, Osetina, Ivanušić, Brincek (Brencek), Kuširović 2 kuće, Gojak, Baretić (Bareta) 2 kuće, Vlatrouš, Balent, Pavletić 3 kuće.
U razdoblju od 1730. do 1780. godine doselile su se obitelji: Tomić 3 kuće, Kragletić (Kugletić) ili Videkić 2 kuće, Majer, Golac, Šnjarić, Pavičić 3 kuće, Vukulić (Vukušić), Gradinac 2 kuće, Skender, Ilić, Domičić, Jerković. 
Iz drugog izvora navode se i prezimena: Mataja, Maras, Ferdaba, Sterinčić, Ivić, Prenzeg, Ferković i Merlić.
U razdoblju od 1780. do 1786. godine zabilježena je obitelj Peričić.
Zaključno s 31.12.1736. godine selo Zbjegovača ima ukupno: Domaćinstava i kuća 28, očeva obitelji i kućedomaćina 27, oženjenih sinova 12, sinova s navršenih 15 god. 2, udovica s posjedom 1, konja 14, volova 35, krava i junadi 40, ovca i koza 161, svinja 83, oranica 47 jutara, livada 42 kosca, vinograda 29 motika.

## Stanovništvo
| broj stanovnika | 250   | 236   | 219   | 324   | 334   | 445   | 431   | 503   | 512   | 624   | 560   | 473   | 404   | 396   | 379   | 346   | 311   |
|                 | 1857. | 1869. | 1880. | 1890. | 1900. | 1910. | 1921. | 1931. | 1948. | 1953. | 1961. | 1971. | 1981. | 1991. | 2001. | 2011. | 2021. |

## Kultura
Bonifacijev Božić u Zbjegovači, manifestacija koju su osmislili Dragutin Pasarić i suradnici, u spomen na Slugu Božjeg Bonifacija Pavletića. Na manifestaciji su izložbe božićnih jaslica, radovi učenika kutinskih osnovnih škola, predstavljanje knjiga. Prema višegodišnjem običaju organizira ju u subotu prije Božića kutinska Družba Sinova Bezgrješne.